# 河野通有
河野 通有（かわの みちあり）は、鎌倉時代中期の伊予国久米郡石井郷（現在の愛媛県松山市）の武将。鎌倉幕府御家人。河野氏当主。元寇の役で活躍した伊予水軍の将。

## 出自
承久の乱で河野氏は大きな打撃を受けたが、鎌倉幕府の重鎮・北条時政の娘を母とした河野通久は命を助けられた。河野氏の勢力は衰え、当時出家しており罪を問われなかった兄の別府通広らとともに、その家名を細々と伝えていた。その通久の孫として建長2年（1250年）に生まれた。
父・通継には通時という兄がいたが、父親である通久の側室との密懐の疑いをかけられて通久から義絶をされたために通継が後継者となったが、通時が無実を訴えて通継・通義（後の通有）父子と惣領の地位とその所領を巡って争った。後に鎌倉幕府の仲介で通有と通時は和与している（「正閏史料外編」所収文永9年12月26日関東裁許状）。文永年間後期にはモンゴル帝国（元）の侵攻に対する危機感が高まっており、通有・通時の対立を緩和させる効果があったとみられる。
伊予国風早郡善応寺（現在の松山市）の双子山城に勢力を置き、また六波羅探題の命を受け、国内の水軍を束ねて伊予国の海上警備の任に当たっていた。

## 元寇での活躍
元寇に際し、文永の役の後に再度の襲来に備えて北九州に出陣した。
弘安4年（1281年）の弘安の役では、通有率いる伊予の水軍衆は、博多の海岸に陣を敷く。博多の石築地（元寇防塁）のさらに海側にある砂浜に戦船を置いて、海上で元軍を迎え撃つべく陣を張り、石塁は陣の背後とした。
この不退転の意気込みは「河野の後築地（うしろついじ）」と呼ばれ、島津氏をはじめとする九州諸将も通有に一目置いた。博多湾に現れた元軍は石築地を回避して志賀島を占領し、この周囲を軍船の停泊地とした。これに対して、日本軍は元軍を攻撃する。
通有は志賀島の戦いにおいて先に惣領の地位を争っていた伯父の通時とともに元軍船を攻撃したが通時は戦死し、通有本人も石弓により負傷するも、元船に乗り込み散々に元兵を斬って、元軍の将を生け捕る武勲を挙げた。
恩賞として肥前国神崎荘小崎郷（現在の佐賀県神埼市）や伊予国山崎荘（現在の伊予市）を得て、失われていた河野氏の旧領を回復し、河野氏中興の祖とも呼ばれる。『予章記』によれば肥後国下久具村（現熊本県宇城市）も恩賞地として賜ったという。
河野氏の系譜では応長元年（1311年）に死去したとされるが、それから10年経た元応3年（元亨元年・1321年）に六波羅探題である大仏維貞から土居彦九郎とともに伊予の海上警備を命じられている「河野対馬前司」を通有とみる説があり、この頃にはまだ健在であった可能性が高い。また、通有の家督も『蒙古襲来絵詞』にも登場する嫡男の八郎通忠ではなく弟の九郎通盛に継承しているだけでなく、通盛の生母である河野通久の娘（系譜類では字を安古・法名を道忍と伝え、現存の古文書では法名を「れうゑん」と伝える女性。通有にとっては叔母でもある）が強引に家督継承を図った痕跡が見られる（『築山本河野家譜』には彼女が一門の前で通盛を後継者とする通有の遺言を読み上げて通忠の妨害を退けたとし、現存する元亨4年（1324年）作成の彼女の譲状でも他の息子に与えられた通有の遺領の悔返を行って通盛に与えている）ことから、元亨年間に通有が没し、その後通久の娘が未亡人の立場を利用して通盛を後継者に立て、それを巡って河野氏内部で内紛が生じたと推測する説もある。
大正5年（1916年）、正五位を追贈された。

## 蒙古襲来絵詞の河野家

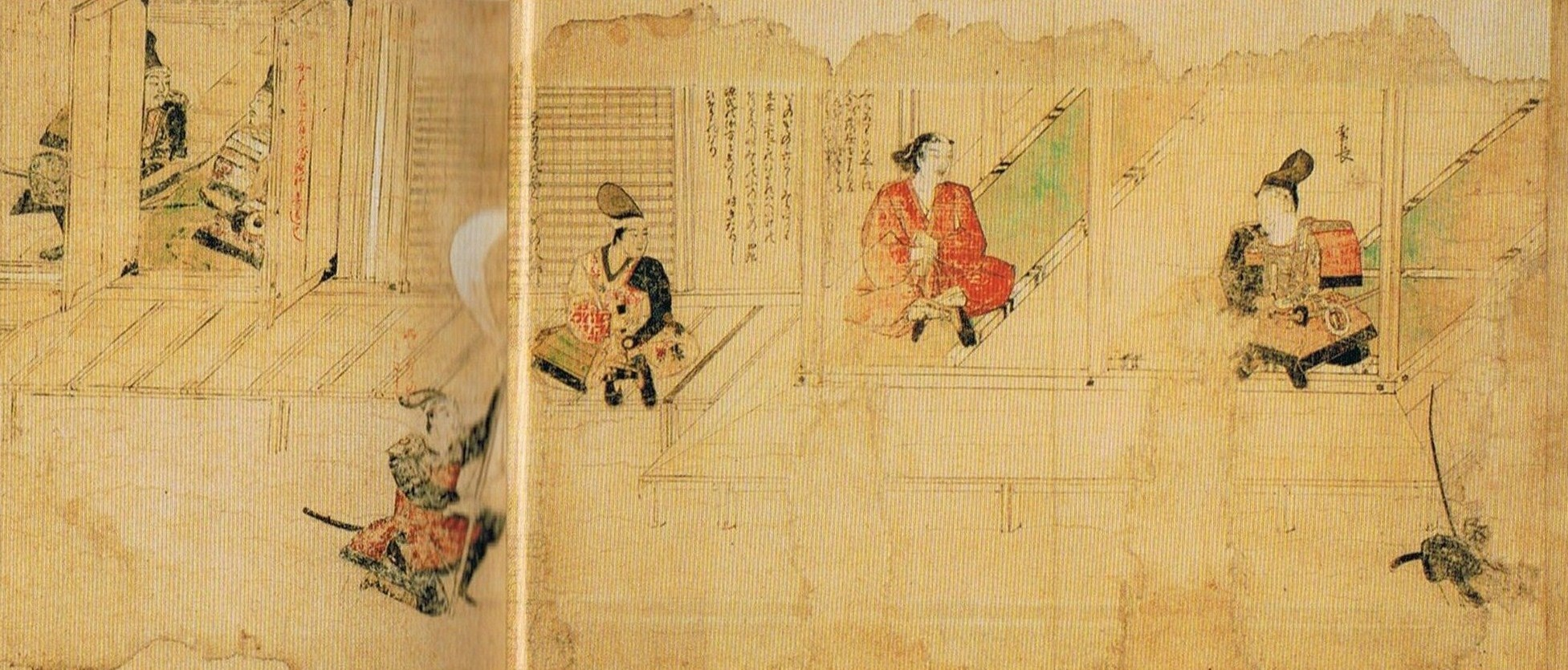
蒙古襲来絵詞

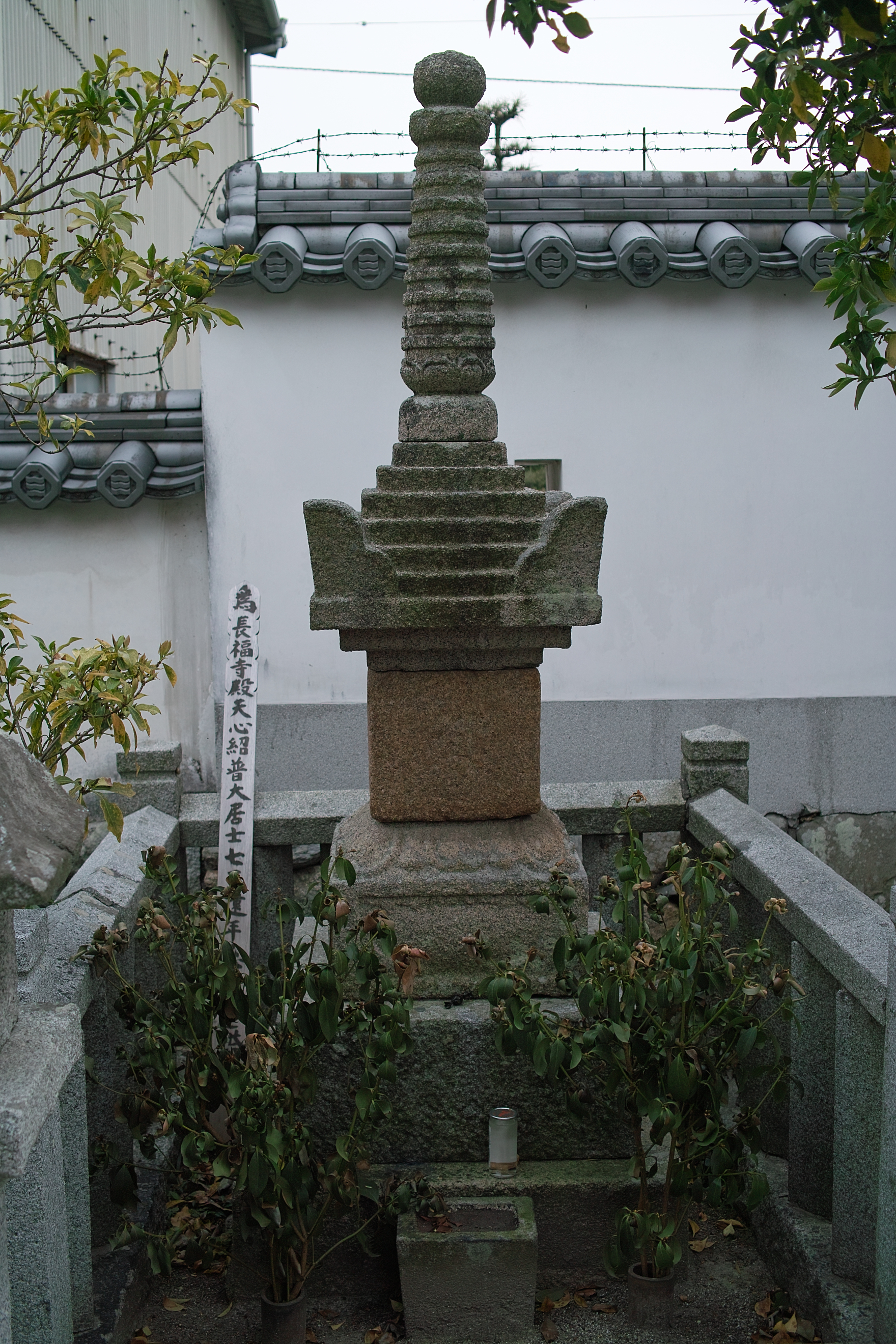
河野通有供養塔

竹崎季長が描かせた『蒙古襲来絵詞』には、季長が負傷した通有を見舞った様子が描かれており、絵巻の注釈に河野の家では合戦が落居しない間は烏帽子を着けないこと、通有の直垂は平家との戦いで祖先の河野通信が源氏の味方に参上した時着けていたものである事が描かれている。
縁側には通有の嫡子河野の八郎が座っており、庭には通有の旗指しが控えている。奧の妻戸は本来なかった所を絵師が書き誤ったものという注釈がある。

## 関連作品
- かくて神風は吹く - 1944年、映画、演：阪東妻三郎
- 蒙古来る - 1953年、小説、作 : 海音寺潮五郎
- 日蓮と蒙古大襲来 - 1958年、大映映画、演：島田竜三
- 北条時宗 - 2001年、NHK大河ドラマ、演：奈佐健臣
- 海を破る者-2024年、小説、作：今村翔吾